# Interkontynentalne turnieje kwalifikacyjne w piłce siatkowej mężczyzn do Letnich Igrzysk Olimpijskich 2020
Kwalifikacyjne turnieje interkontynentalne do Letnich Igrzysk Olimpijskich 2020 do Igrzysk Olimpijskich w Tokio odbyły się od 1 do 4 sierpnia 2019 roku. Wzięło w nich udział 24 reprezentacji narodowych. 

## System rozgrywek
- W turniejach interkontynentalnych udział weźmie 24 reprezentacji.
- Zespoły będą podzielone na 6 grup. Turniej interkontynentalny będzie liczyć 24 zespołów, po 4 drużyny w każdej grupie.
- W każdym turnieju drużyny rozegrają między sobą po jednym spotkaniu. Do turnieju olimpijskiego awansuje drużyna z pierwszego miejsca w grupie[1][2].

## Drużyny uczestniczące
| Grupa A                           | Grupa B                                            | Grupa C                         | Grupa D                         | Grupa E                | Grupa F                          |
| --------------------------------- | -------------------------------------------------- | ------------------------------- | ------------------------------- | ---------------------- | -------------------------------- |
| Brazylia Egipt Bułgaria Portoryko | Stany Zjednoczone Belgia Holandia Korea Południowa | Włochy Serbia Australia Kamerun | Polska Francja Słowenia Tunezja | Rosja Iran Kuba Meksyk | Kanada Argentyna Finlandia Chiny |

## Faza grupowa

### Grupa A
- Warna

| Lp. | Drużyna   | Mecze | Mecze   | Mecze   | Pkt | Sety | Sety | Sety  | Małe punkty | Małe punkty | Małe punkty |
| Lp. | Drużyna   | M     | W (3:2) | P (2:3) | Pkt | wyg. | prz. | ratio | zdob.       | str.        | ratio       |
| --- | --------- | ----- | ------- | ------- | --- | ---- | ---- | ----- | ----------- | ----------- | ----------- |
| 1   | Brazylia  | 3     | 3 (1)   | 0 (0)   | 8   | 9    | 2    | 4.500 | 264         | 213         | 1.239       |
| 2   | Bułgaria  | 3     | 2 (0)   | 1 (1)   | 7   | 8    | 4    | 2.000 | 284         | 254         | 1.118       |
| 3   | Egipt     | 3     | 1 (0)   | 2 (0)   | 3   | 4    | 6    | 0.667 | 212         | 240         | 0.883       |
| 4   | Portoryko | 3     | 0 (0)   | 3 (0)   | 0   | 0    | 9    | 0.000 | 178         | 231         | 0.771       |

Źródło: volleyball.ioqt.2019.fivb.com
Punktacja: 3:0 i 3:1 – 3 pkt; 3:2 – 2 pkt; 2:3 – 1 pkt; 1:3 i 0:3 – 0 pkt
Zasady ustalania kolejności: 1. liczba zwycięstw; 2. liczba punktów; 3. stosunek setów; 4. stosunek małych punktów; 5. bilans w bezpośrednich meczach
     Awans do turnieju olimpijskiego
Wyniki spotkań
| Data  | Godz. | Drużyna 1 | Wynik | Drużyna 2 | 1     | 2     | 3     | 4     | 5     | Widzów | * |
| ----- | ----- | --------- | ----- | --------- | ----- | ----- | ----- | ----- | ----- | ------ | - |
| 09.08 | 16:00 | Brazylia  | 3:0   | Portoryko | 25:23 | 25:19 | 25:19 |       |       | 700    |   |
| 09.08 | 19:30 | Egipt     | 1:3   | Bułgaria  | 11:25 | 31:33 | 25:19 | 19:25 |       | 3 700  |   |
|       |       |           |       |           |       |       |       |       |       |        |   |
| 10.08 | 16:00 | Brazylia  | 3:0   | Egipt     | 25:12 | 25:19 | 25:14 |       |       | 600    |   |
| 10.08 | 19:30 | Portoryko | 0:3   | Bułgaria  | 20:25 | 22:25 | 12:25 |       |       | 3 800  |   |
|       |       |           |       |           |       |       |       |       |       |        |   |
| 11.08 | 16:00 | Egipt     | 3:0   | Portoryko | 25:17 | 31:29 | 25:17 |       |       | 500    |   |
| 11.08 | 19:30 | Bułgaria  | 2:3   | Brazylia  | 25:23 | 25:19 | 30:32 | 16:25 | 11:15 | 6 500  |   |

### Grupa B
- Rotterdam

| Lp. | Drużyna           | Mecze | Mecze   | Mecze   | Pkt | Sety | Sety | Sety  | Małe punkty | Małe punkty | Małe punkty |
| Lp. | Drużyna           | M     | W (3:2) | P (2:3) | Pkt | wyg. | prz. | ratio | zdob.       | str.        | ratio       |
| --- | ----------------- | ----- | ------- | ------- | --- | ---- | ---- | ----- | ----------- | ----------- | ----------- |
| 1   | Stany Zjednoczone | 3     | 3 (0)   | 0 (0)   | 9   | 9    | 2    | 4.500 | 259         | 223         | 1.161       |
| 2   | Holandia          | 3     | 2 (1)   | 1 (0)   | 5   | 7    | 5    | 1.400 | 273         | 263         | 1.038       |
| 3   | Belgia            | 3     | 1 (0)   | 2 (0)   | 3   | 4    | 6    | 0.667 | 223         | 237         | 0.941       |
| 4   | Korea Południowa  | 3     | 0 (0)   | 3 (1)   | 1   | 2    | 9    | 0.222 | 235         | 267         | 0.880       |

Źródło: volleyball.ioqt.2019.fivb.com
Punktacja: 3:0 i 3:1 – 3 pkt; 3:2 – 2 pkt; 2:3 – 1 pkt; 1:3 i 0:3 – 0 pkt
Zasady ustalania kolejności: 1. liczba zwycięstw; 2. liczba punktów; 3. stosunek setów; 4. stosunek małych punktów; 5. bilans w bezpośrednich meczach
     Awans do turnieju olimpijskiego
Wyniki spotkań
| Data  | Godz. | Drużyna 1         | Wynik | Drużyna 2         | 1     | 2     | 3     | 4     | 5     | Widzów | * |
| ----- | ----- | ----------------- | ----- | ----------------- | ----- | ----- | ----- | ----- | ----- | ------ | - |
| 09.08 | 16:00 | Holandia          | 3:2   | Korea Południowa  | 23:25 | 25:27 | 26:24 | 25:20 | 15:12 | 1 900  |   |
| 09.08 | 19:36 | Belgia            | 1:3   | Stany Zjednoczone | 20:25 | 19:25 | 25:17 | 18:25 |       | 1 500  |   |
|       |       |                   |       |                   |       |       |       |       |       |        |   |
| 10.08 | 16:00 | Belgia            | 0:3   | Holandia          | 22:25 | 21:25 | 20:25 |       |       | 2 300  |   |
| 10.08 | 19:00 | Stany Zjednoczone | 3:0   | Korea Południowa  | 25:20 | 25:21 | 25:16 |       |       | 1 750  |   |
|       |       |                   |       |                   |       |       |       |       |       |        |   |
| 11.08 | 16:00 | Holandia          | 1:3   | Stany Zjednoczone | 18:25 | 20:25 | 25:17 | 21:25 |       | 3 500  |   |
| 11.08 | 19:00 | Korea Południowa  | 0:3   | Belgia            | 25:27 | 21:25 | 24:26 |       |       | 1 200  |   |

### Grupa C
- Bari

| Lp. | Drużyna   | Mecze | Mecze   | Mecze   | Pkt | Sety | Sety | Sety  | Małe punkty | Małe punkty | Małe punkty |
| Lp. | Drużyna   | M     | W (3:2) | P (2:3) | Pkt | wyg. | prz. | ratio | zdob.       | str.        | ratio       |
| --- | --------- | ----- | ------- | ------- | --- | ---- | ---- | ----- | ----------- | ----------- | ----------- |
| 1   | Włochy    | 3     | 3 (1)   | 0 (0)   | 8   | 9    | 2    | 4.500 | 260         | 206         | 1.262       |
| 2   | Serbia    | 3     | 2 (0)   | 1 (0)   | 6   | 6    | 4    | 1.500 | 237         | 225         | 1.053       |
| 3   | Australia | 3     | 1 (0)   | 2 (1)   | 4   | 6    | 6    | 1.000 | 271         | 269         | 1.007       |
| 4   | Kamerun   | 3     | 0 (0)   | 3 (0)   | 0   | 0    | 9    | 0.000 | 157         | 225         | 0.698       |

Źródło: volleyball.ioqt.2019.fivb.com
Punktacja: 3:0 i 3:1 – 3 pkt; 3:2 – 2 pkt; 2:3 – 1 pkt; 1:3 i 0:3 – 0 pkt
Zasady ustalania kolejności: 1. liczba zwycięstw; 2. liczba punktów; 3. stosunek setów; 4. stosunek małych punktów; 5. bilans w bezpośrednich meczach
     Awans do turnieju olimpijskiego
Wyniki spotkań
| Data  | Godz. | Drużyna 1 | Wynik | Drużyna 2 | 1     | 2     | 3     | 4     | 5     | Widzów | * |
| ----- | ----- | --------- | ----- | --------- | ----- | ----- | ----- | ----- | ----- | ------ | - |
| 09.08 | 18:00 | Australia | 1:3   | Serbia    | 28:26 | 19:25 | 19:25 | 30:32 |       | 2 500  |   |
| 09.08 | 21:15 | Włochy    | 3:0   | Kamerun   | 25:18 | 25:18 | 25:16 |       |       | 3 200  |   |
|       |       |           |       |           |       |       |       |       |       |        |   |
| 10.08 | 18:00 | Serbia    | 3:0   | Kamerun   | 25:22 | 25:19 | 25:13 |       |       | 1 700  |   |
| 10.08 | 21:15 | Australia | 2:3   | Włochy    | 25:21 | 19:25 | 26:24 | 17:25 | 13:15 | 4 100  |   |
|       |       |           |       |           |       |       |       |       |       |        |   |
| 11.08 | 18:00 | Kamerun   | 0:3   | Australia | 17:25 | 16:25 | 18:25 |       |       | 3 400  |   |
| 11.08 | 21:15 | Serbia    | 0:3   | Włochy    | 16:25 | 19:25 | 19:25 |       |       | 5 471  |   |

### Grupa D
- Gdańsk

| Lp. | Drużyna  | Mecze | Mecze   | Mecze   | Pkt | Sety | Sety | Sety  | Małe punkty | Małe punkty | Małe punkty |
| Lp. | Drużyna  | M     | W (3:2) | P (2:3) | Pkt | wyg. | prz. | ratio | zdob.       | str.        | ratio       |
| --- | -------- | ----- | ------- | ------- | --- | ---- | ---- | ----- | ----------- | ----------- | ----------- |
| 1   | Polska   | 3     | 3 (0)   | 0 (0)   | 9   | 9    | 1    | 9.000 | 246         | 205         | 1.200       |
| 2   | Francja  | 3     | 2 (0)   | 1 (0)   | 6   | 6    | 4    | 1.500 | 231         | 229         | 1.009       |
| 3   | Słowenia | 3     | 1 (0)   | 2 (0)   | 3   | 4    | 6    | 0.667 | 235         | 235         | 1.000       |
| 4   | Tunezja  | 3     | 0 (0)   | 3 (0)   | 0   | 1    | 9    | 0.111 | 203         | 246         | 0.825       |

Źródło: volleyball.ioqt.2019.fivb.com
Punktacja: 3:0 i 3:1 – 3 pkt; 3:2 – 2 pkt; 2:3 – 1 pkt; 1:3 i 0:3 – 0 pkt
Zasady ustalania kolejności: 1. liczba zwycięstw; 2. liczba punktów; 3. stosunek setów; 4. stosunek małych punktów; 5. bilans w bezpośrednich meczach
     Awans do turnieju olimpijskiego
Wyniki spotkań
| Data  | Godz. | Drużyna 1 | Wynik | Drużyna 2 | 1     | 2     | 3     | 4     | 5 | Widzów | * |
| ----- | ----- | --------- | ----- | --------- | ----- | ----- | ----- | ----- | - | ------ | - |
| 09.08 | 17:00 | Polska    | 3:0   | Tunezja   | 25:15 | 25:19 | 25:19 |       |   | 9 280  |   |
| 09.08 | 20:30 | Francja   | 3:0   | Słowenia  | 26:24 | 25:20 | 25:23 |       |   | 8 650  |   |
|       |       |           |       |           |       |       |       |       |   |        |   |
| 10.08 | 15:00 | Polska    | 3:0   | Francja   | 25:21 | 25:19 | 25:20 |       |   | 9 970  |   |
| 10.08 | 18:30 | Tunezja   | 0:3   | Słowenia  | 23:25 | 16:25 | 24:26 |       |   | 4 200  |   |
|       |       |           |       |           |       |       |       |       |   |        |   |
| 11.08 | 12:00 | Francja   | 3:1   | Tunezja   | 25:21 | 20:25 | 25:19 | 25:22 |   | 3 750  |   |
| 11.08 | 15:00 | Polska    | 3:1   | Słowenia  | 21:25 | 25:23 | 25:23 | 25:21 |   | 9 800  |   |

### Grupa E
- Petersburg

| Lp. | Drużyna | Mecze | Mecze   | Mecze   | Pkt | Sety | Sety | Sety  | Małe punkty | Małe punkty | Małe punkty |
| Lp. | Drużyna | M     | W (3:2) | P (2:3) | Pkt | wyg. | prz. | ratio | zdob.       | str.        | ratio       |
| --- | ------- | ----- | ------- | ------- | --- | ---- | ---- | ----- | ----------- | ----------- | ----------- |
| 1   | Rosja   | 3     | 3 (0)   | 0 (0)   | 9   | 9    | 0    | MAX   | 228         | 175         | 1.303       |
| 2   | Iran    | 3     | 2 (1)   | 1 (0)   | 5   | 6    | 5    | 1.200 | 256         | 235         | 1.089       |
| 3   | Kuba    | 3     | 1 (0)   | 2 (1)   | 4   | 5    | 6    | 0.833 | 238         | 255         | 0.933       |
| 4   | Meksyk  | 3     | 0 (0)   | 3 (0)   | 0   | 0    | 9    | 0.000 | 170         | 227         | 0.749       |

Źródło: volleyball.ioqt.2019.fivb.com
Punktacja: 3:0 i 3:1 – 3 pkt; 3:2 – 2 pkt; 2:3 – 1 pkt; 1:3 i 0:3 – 0 pkt
Zasady ustalania kolejności: 1. liczba zwycięstw; 2. liczba punktów; 3. stosunek setów; 4. stosunek małych punktów; 5. bilans w bezpośrednich meczach
     Awans do turnieju olimpijskiego
Wyniki spotkań
| Data  | Godz. | Drużyna 1 | Wynik | Drużyna 2 | 1     | 2     | 3     | 4     | 5     | Widzów | * |
| ----- | ----- | --------- | ----- | --------- | ----- | ----- | ----- | ----- | ----- | ------ | - |
| 09.08 | 15:00 | Iran      | 3:2   | Kuba      | 23:25 | 26:28 | 25:17 | 25:16 | 15:10 | 1 970  |   |
| 09.08 | 18:00 | Rosja     | 3:0   | Meksyk    | 25:15 | 25:11 | 25:17 |       |       | 5 510  |   |
|       |       |           |       |           |       |       |       |       |       |        |   |
| 10.08 | 15:00 | Iran      | 3:0   | Meksyk    | 25:18 | 25:21 | 27:25 |       |       | 1 855  |   |
| 10.08 | 18:00 | Rosja     | 3:0   | Kuba      | 25:18 | 26:24 | 27:25 |       |       | 6 900  |   |
|       |       |           |       |           |       |       |       |       |       |        |   |
| 11.08 | 15:00 | Kuba      | 3:1   | Meksyk    | 25:18 | 25:23 | 25:22 |       |       | 1 890  |   |
| 11.08 | 18:00 | Rosja     | 3:0   | Iran      | 25:19 | 25:23 | 25:23 |       |       | 6 940  |   |

### Grupa F
- Ningbo

| Lp. | Drużyna   | Mecze | Mecze   | Mecze   | Pkt | Sety | Sety | Sety  | Małe punkty | Małe punkty | Małe punkty |
| Lp. | Drużyna   | M     | W (3:2) | P (2:3) | Pkt | wyg. | prz. | ratio | zdob.       | str.        | ratio       |
| --- | --------- | ----- | ------- | ------- | --- | ---- | ---- | ----- | ----------- | ----------- | ----------- |
| 1   | Argentyna | 3     | 3 (1)   | 0 (0)   | 8   | 9    | 4    | 2.250 | 298         | 282         | 1.057       |
| 2   | Kanada    | 3     | 2 (1)   | 1 (0)   | 5   | 7    | 5    | 1.400 | 286         | 263         | 1.087       |
| 3   | Chiny     | 3     | 1 (0)   | 2 (2)   | 5   | 7    | 7    | 1.000 | 302         | 308         | 0.981       |
| 4   | Finlandia | 3     | 0 (0)   | 3 (0)   | 0   | 2    | 9    | 0.222 | 236         | 269         | 0.877       |

Źródło: volleyball.ioqt.2019.fivb.com
Punktacja: 3:0 i 3:1 – 3 pkt; 3:2 – 2 pkt; 2:3 – 1 pkt; 1:3 i 0:3 – 0 pkt
Zasady ustalania kolejności: 1. liczba zwycięstw; 2. liczba punktów; 3. stosunek setów; 4. stosunek małych punktów; 5. bilans w bezpośrednich meczach
     Awans do turnieju olimpijskiego
Wyniki spotkań
| Data  | Godz. | Drużyna 1 | Wynik | Drużyna 2 | 1     | 2     | 3     | 4     | 5     | Widzów | * |
| ----- | ----- | --------- | ----- | --------- | ----- | ----- | ----- | ----- | ----- | ------ | - |
| 09.08 | 09:00 | Chiny     | 3:1   | Finlandia | 25:22 | 21:25 | 25:22 | 25:23 |       | 2 860  |   |
| 09.08 | 13:30 | Kanada    | 1:3   | Argentyna | 23:25 | 25:22 | 25:27 | 23:25 |       | 420    |   |
|       |       |           |       |           |       |       |       |       |       |        |   |
| 10.08 | 09:00 | Finlandia | 1:3   | Argentyna | 17:25 | 18:25 | 25:21 | 24:26 |       | 210    |   |
| 10.08 | 13:30 | Chiny     | 2:3   | Kanada    | 26:24 | 21:25 | 17:25 | 25:23 | 15:17 | 2 060  |   |
|       |       |           |       |           |       |       |       |       |       |        |   |
| 11.08 | 09:00 | Kanada    | 3:0   | Finlandia | 25:16 | 26:24 | 25:20 |       |       | 1 830  |   |
| 11.08 | 18:00 | Chiny     | 2:3   | Argentyna | 25:19 | 22:25 | 21:25 | 25:18 | 9:15  | 4 880  |   |